# Ян Якобс Шиппер

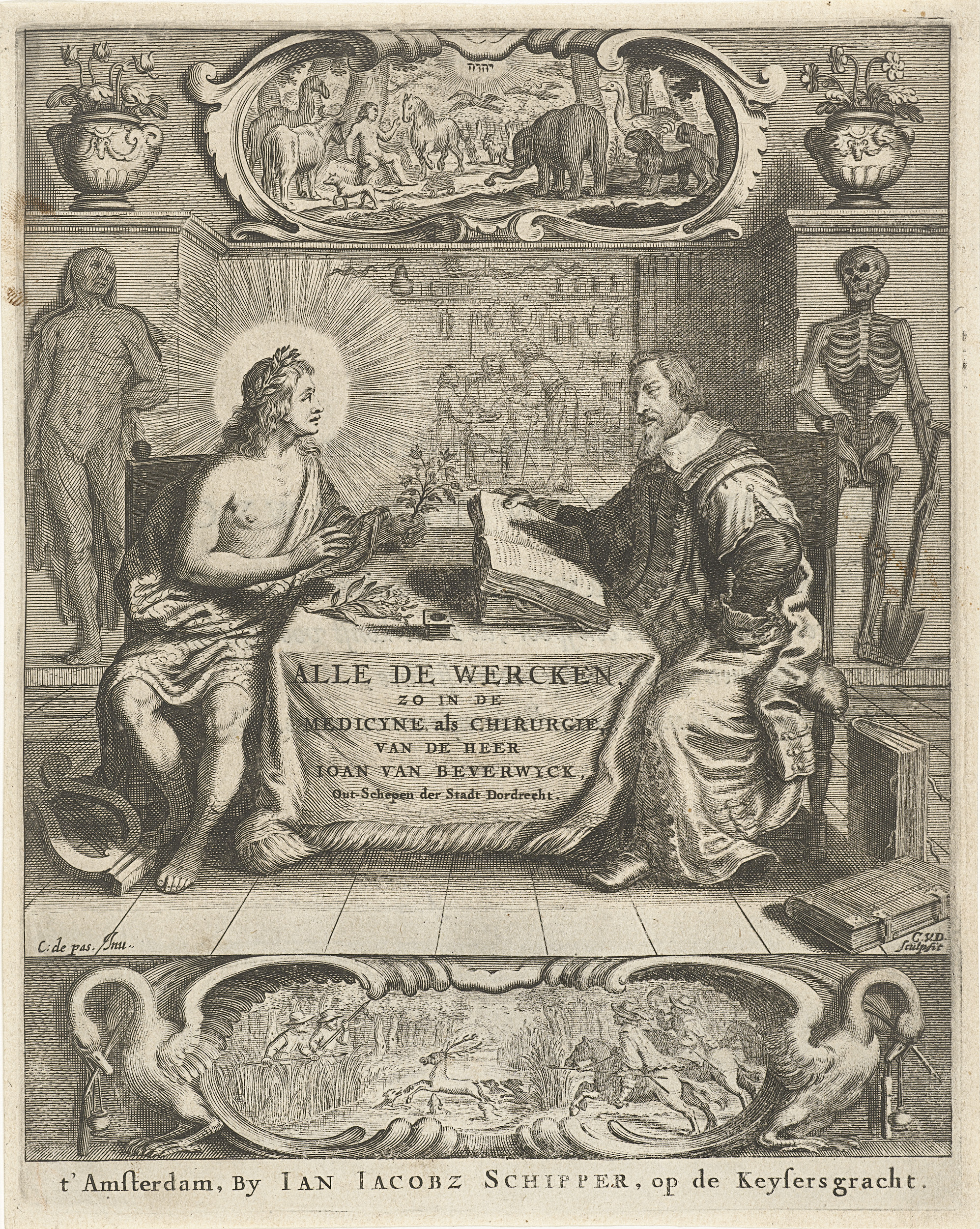
Титульна сторінка Яна ван Бевервіка, Alle de wercken, zo in de medicyne als chirurgie, Амстердам, JJ Schipper (видавець) 1656

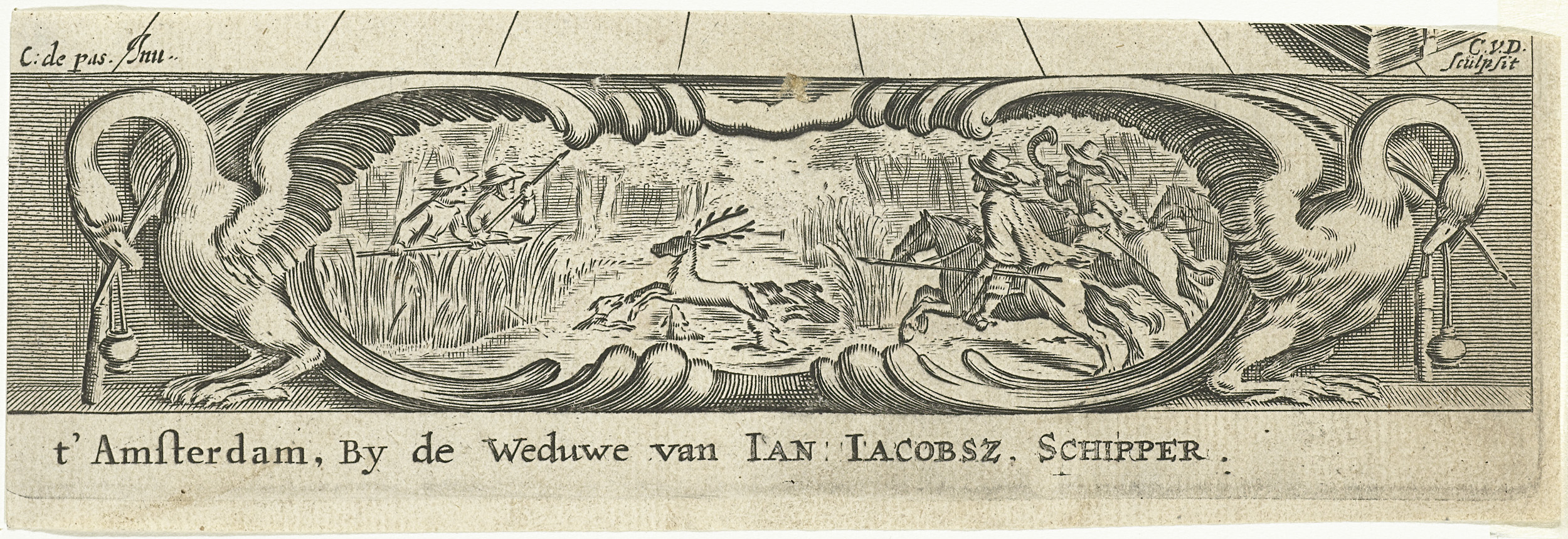
Фрагмент титульного аркуша з картушем полювання на оленів, облямованим лебедями, надрукований вдовою Яна Якобса Шиппера

Ян Якобс Шиппер (1616—1669) — нідерландський книгар, друкар і театральний поет в Амстердамі.

## Біографія
Шиппер народився в родині Якоба Класа. та Неетє Леєн в Амстердамі. Прізвище Шиппер насправді є псевдонімом, що походить від роботи його батька шкіпером, а його справжнє прізвище — Доммекрахт, або Доммескрахт. Про раннє життя Шиппера збереглося небагато відомостей, однак відомо, що він був зареєстрований в гільдії книгарів Амстердама 28 жовтня 1636 р. 27 серпня 1650 року одружився з Сюзанною Веселерс У 1673 році його вдова заснувала друкарню разом із Йозефом Атіасом.

## Доробок
Шиппер був відомим насамперед як видавець Кальвіна, Де Бруна, і особливо Якоба Катса. Він також був досвідченим перекладачем французької прози та театральним поетом. Найуспішнішими його творами є дві п'єси про «незрівнянну» Аріану. В постановці цих п'єс брала участь перша жінка, яка виступала в театрі Амстердама, Аріана Нуземан .

## Твори
- Alle de Wercken, Cats 1655, 2nd print 1661
- Onvergelijkelijke Ariane, Schipper 1644 and 1655
- De razende Roelant, Ariosto 1649, tr. Schipper
- De bezadigde Roelant, François de Rosset 1649, tr. Schipper
- Ariane, Jean Desmarets 1621, tr. Schipper